# Ciobanu
Ciobanu é uma comuna romena localizada no distrito de Constanţa, na região de Dobruja. A comuna possui uma área de 91.77 km² e sua população era de 3479 habitantes segundo o censo de 2007.